# Earth Rocker
Earth Rocker è il decimo album in studio del gruppo musicale rock statunitense Clutch, pubblicato nel 2013.

## Tracce
1. Earth Rocker – 3:31
2. Crucial Velocity – 3:59
3. Mr. Freedom – 2:43
4. D.C. Sound Attack! – 4:37
5. Unto the Breach – 3:29
6. Gone Cold – 4:20
7. The Face – 4:22
8. Book, Saddle, & Go – 3:43
9. Cyborg Bette – 3:13
10. Oh, Isabella – 5:17
11. The Wolf Man Kindly Requests… – 5:02

## Formazione
- Neil Fallon - voce, chitarre, armonica
- Tim Suit - chitarre
- Dan Maines - basso
- Jean-Paul Gaster - batteria, percussioni